# Браян Макбрайд
Браян Роберт Макбрайд (англ. Brian Robert McBride, нар. 19 червня 1972) — колишній американський футболіст, який грав на позиції форварда за «Коламбус Крю», «Фулгем» і «Чикаго Файр» і став п'ятим бомбардиром в історії національної збірної США. Протягом більшої частини своєї кар'єри він грав у Європі, зокрема за «Фулгем» в англійській Прем'єр-Лізі.
Протягом його часу виступів в Лондоні, Макбрайд став улюбленцем уболівальників, а також капітаном команди; покинувши клуб, «Фулгем» перейменував спорт-бар на «Крейвен Коттедж» на його честь.

## Початок кар'єри

### Середня школа і коледж
Народився Макбрайд у місті Арлінгтон-Гайтс, Іллінойс, грав у футбол у команді Buffalo Grove High School, під керівництвом тренера Джона Ерфорта. За свої чотири роки в середній школі, він забив 80 голів, незважаючи на те, що частину виступів провів на позиції захисника. У регіональному фіналі проти Stevenson High School в останньому сезоні, Макбрайд зіграв на позиції воротаря, відбивши чотири з восьми пенальті.
Макбрайд зробив блискучу кар'єру в університеті Сент-Луїса, який закінчив у 1993 році. За його чотири сезони в університетській команді він зіграв у 89 матчах, в яких забив 72 голи і зробив 40 асистів. Крім того 1993 року Макбрайд потрапив до символічної збірної чемпіонату, а також був названий найціннішим гравцем у Great Midwest Conference протягом трьох років підряд. Після такої універсальний гравець у своїй любительської кар'єри, Макбрайд вирішив стати нападником на професійному рівні.

## Клубна кар'єра

### Мілвокі Ремпейдж
Макбрайд недовго грав у нижчій лізі за клуб «Мілвокі Ремпейдж», де у 18 матчах він забив 17 м'ячів і зробив ще 18 асистів.

### Вольфсбург
У 1994 році Макбрайд покинув Сполучені Штати і відправився до Німеччини. В той час «Вольфсбург» грав у Німеччині другому дивізіоні Німеччини і клуб надав можливість кільком молодим американським гравцям грати у футбол в Європі за їх клуб. Серед них був Чед Дірінг, Клаудіо Рейна і Майк Лаппер, а також Макбрайд. Браян намагався закріпитись у складі «вовків», проте виходив на поле нерегулярно. Проте, один з його двох голів допомогли перемогти з рахунком  2:1 перемогу над дубль мюнхенської «Баварії» в чвертьфіналі Кубка Німеччини. В підсумку «Вольфсбург» дійшов аж до фіналу турніру, в якому Макбрайд, щоправда, так і не зіграв.
Наприкінці сезону  Макбрайд отримав звільнення від «Вольфсбурга» і коли МЛС був створений, вирішив повернутися грати до Сполучених Штатів.

### Коламбус Крю
Макбрайд повернувся в Америку в 1996 році для першого сезону в Major League Soccer. Там Браян провів вісім років з «Коламбус Крю», забивши за цей час 62 голи та віддавши 45 результативних передач в 161 матчі Ліги. У 2005 році він отримав нагороду MLS All-Time Best XI як одному з одинадцяти найкращих гравців Ліги за всю історію.

### Оренди
Граючи за Коламбус в МЛС, Макбрайд двічі віддавався в оренду до клубів Англії. Вперше перейшов до Туманного Альбіону в 2000 році, коли грав за «Престон Норт-Енд», який очолював Девід Моєс. Коли оренда підійшла до кінця, «Престон» намагався придбати його контракт у МЛС за $1,8 млн, але МЛС відкинуло пропозицію, вважаючи що Макбрайд коштує в два рази більше цієї суми.

Два роки потому клуб Прем'єр-Ліги «Евертон» мав низькі ігрові результати. Девід Моєс, який уже був тренером «ірисок», згадав про Макбрайда, з яким працював у «Престоні» і вирішив знову запросити форварда. Протягом трьох місяців з клубом американець забив чотири голи у восьми матчах, включаючи перший матч за клуб проти «Тоттенхем Готспур» (3:4). Швидко потоваришував з такими гравцями, як Леон Осман і Річард Райт.
«Евертон», на відміну від «Престона», просто прагнули продовжити термін оренди Макбрайда, але МЛС і цього разу не погодилась.

### Фулгем

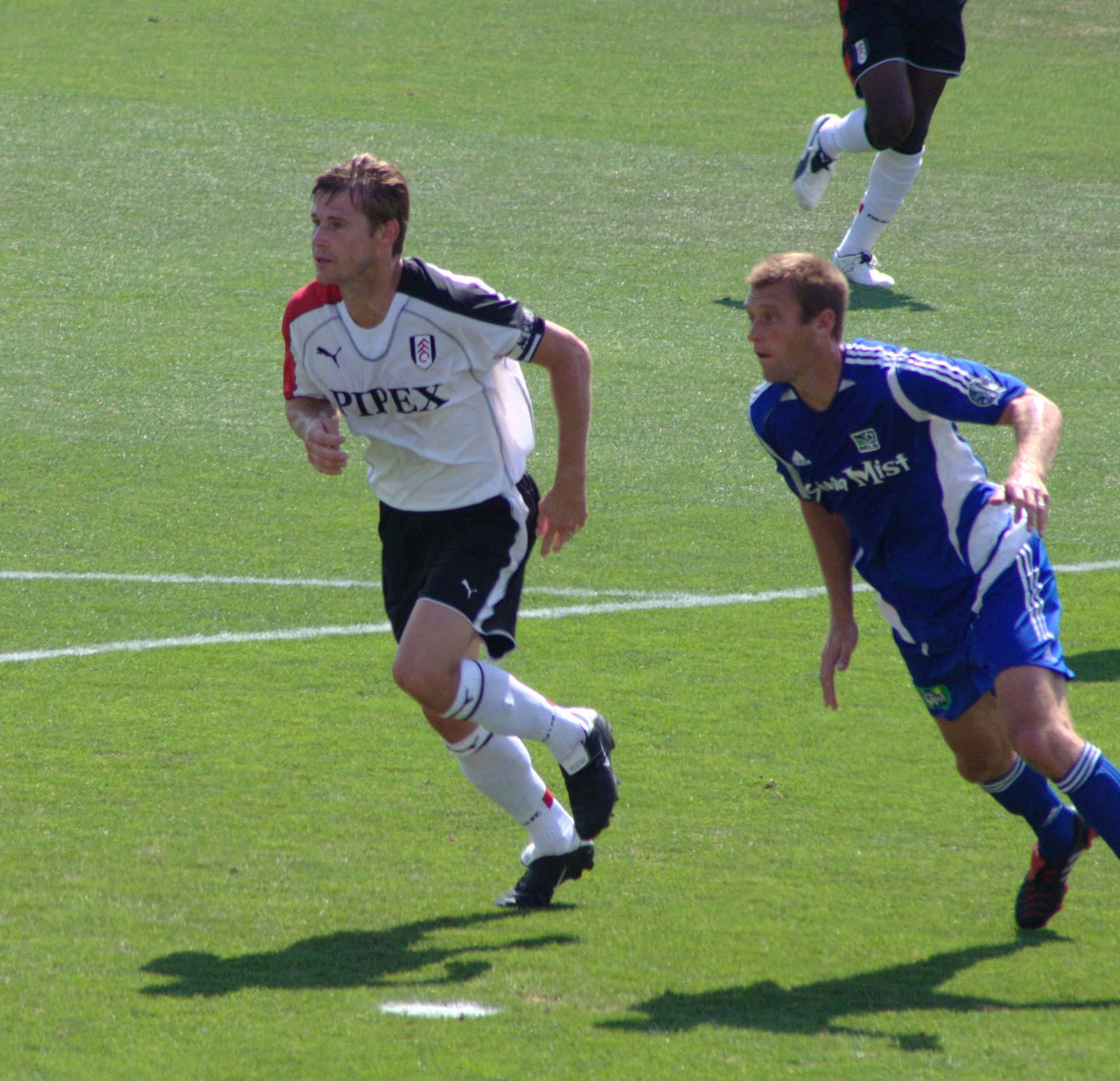
Макбрайд під час виступів за «Фулгем». 2005 рік.

У січні 2004 року клуб англійської Прем'єр-Ліги «Фулгем» купив Макбрайда у МЛС за $1,5 мільйона. Він зіграв 18 матчів у другій половині сезону 2003/04, забивши в цілому п'ять м'ячів. Його бомбардирський ритм залишився стабільним протягом наступних двох сезонів. У сезоні 2004/05 він зіграв 31 матч чемпіонату і шість ігор кубку, забивши шість голів у лізі й три голи в кубку. У 2005/06, він зіграв 38 ігор у чемпіонаті та один кубковий матч, забивши 10 голів у чемпіонаті й один у кубку.
Оригінальний контракт американця з «Фулгемом» тривав лише до кінця сезону 2005/06, однак 10 березня 2006 року він продовжив його на один рік. 2 лютого 2007, він підписав ще одне продовження на один рік, залишившись в команді до кінця сезону 2007/08 років. 
Макбрайд став найкращим бомбардиром «Фулгема» у сезоні 2006/07 з дванадцятьма голами, а у серпні 2007 року він отримав у клубі капітанську пов'язку.
Проте забиваючи перший гол у домашньому матчі проти «Мідлсбро» 18 серпня 2007, Макбрайд вивихнув собі коліно, через що змушений був тривалий час лікуватись, поки не повернувся на поле в товариському матчі проти «Кардіфф Сіті» в кінці січня 2008 року і знову зіграв у Прем'єр-Лізі, вийшовши на заміну в матчі проти «Астон Вілли» 3 лютого 2008 року. Макбрайд забив свій перший гол після травми у ворота «Евертона» (1:0) на «Крейвен Коттедж» 16 березня 2008 року. Після цього головний тренер «дачників» Кріс Коулмен прокоментував, що це така ганьба, що Макбрайд не був «виявлений» раніше і не зіграв більше часу в Англії.
Забивши дванадцять м'ячів в сезоні 2006/07, який допоміг «Фулгему» зберегти місце в Прем'єр-Лізі, 14 травня 2007 року, Макбрайд отримав премію найкращому гравцю року в клубі. Він виграв її знов у 2008 році, і став такою популярною фігурою, що клуб перейменував бар на «Крейвен Котедж» на «Макбрайд» в червні 2009 року.
28 травня 2008 року Макбрайд оголосив, що він залишає «Фулгем», щоб повернутися в Сполучені Штати і грати в МЛС.

### Чикаго Файр

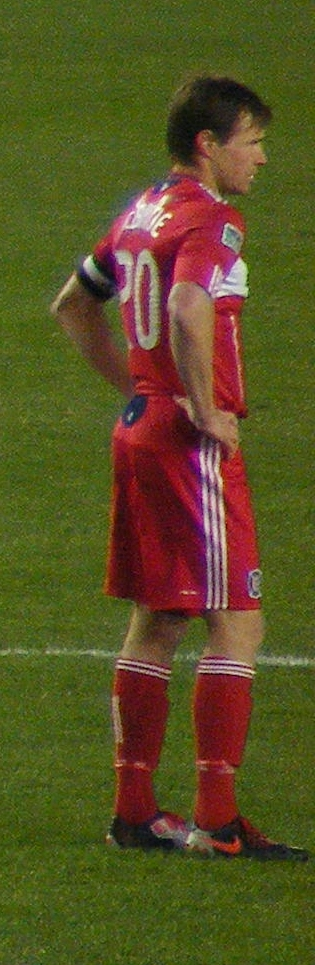
Макбрайд під час виступів за «Чикаго» у 2010 році

Після закінчення його контракту з англійцями, Макбрайд вирішив повернутися в Сполучені Штати, щоб завершити свою кар'єру в MLS. Він висловив бажання грати за Чикаго, його рідному місті. 
16 серпня 2008 року він дебютував за новий клуб, вийшовши на заміну у другому таймі проти «Ді Сі Юнайтед».
Макбрайд забив свій перший гол у ворота «Х'юстон Динамо», а в плей-оф Східної конференції вперше Браян відзначився у грі проти «Коламбус Крю», його колишнього клубу. Однак, Чикаго програв гру 2:1 і не вийшов у фінал плей-оф.
Макбрайд забив дев'ять м'ячів в сезоні 2009 року, в тому числі два голи у трьох матчах Північноамериканської суперліги.
3 вересня 2010 року Макбрайд оголосив про завершення ігрової кар'єри після закінчення сезону 2010 року. Макбрайд забив свій 80-й гол у МЛС під час останнього матчу, перш ніж був замінений під овації.

### Вемблі
У червні 2012 року, він був одним з декількох колишніх професійних гравців, які погодилися приєднатися до англійського напівпрофесійного клубу «Вемблі», щоб зіграти на Кубок у новому сезоні. Макбрайд разом з іншими колишніми зірками, такими як Рей Парлор, Мартін Кіоун, Клаудіо Каніджа, Хайме Морено, Денні Дікйо і Грем Ле Со, плюс Девід Сімен (як тренер воротарів) і колишній тренер збірної Англії Террі Венейблз (як технічний консультант) повернулись до ігрової кар'єри, щоб зіграти за «Вемблі». Вони були вибиті в переграванні за «Аксбріджем» після перемоги над «Лангфордом» в попередньому раунді.

## Міжнародна кар'єра
Макбрайд був важливим гравцем для національної збірної США, зігравши 96 матчів і забивши 30 голів. Він дебютував у національній збірній в 1993 році, хоча і не потрапив у заявку на чемпіонат світу 1994 року.
Натомість він був гравцем американської збірної, яка грала в на чемпіонатах світу 1998, 2002 і 2006 років. При цьому Браян забивав голи у 1998 і 2002 роках, ставши першим американським гравцем, який забив у двох чемпіонатах світу. Згодом Лендон Донован повторив його рекорд, а Клінт Демпсі взагалі його побив, забивши на трьох чемпіонатах поспіль (2006, 2010 і 2014).
2 травня 200, Макбрайд був включений у заявку на свій третій поспіль чемпіонат світу. На турнірі в Німеччині Макбрайд був сильно закривавлений в матчі групового етапу проти Італії після того, як отримав ліктем в обличчя від Даніеле Де Россі. Американцю наклали три шви. Як покарання Де Россі був відсторонений на чотири матчі і оштрафований на CHF 10,000. Після закінчення турніру, Макбрайд оголосив про свій відхід зі збірної 26 липня 2006 року.
У 2008 році Макбрайд ненадовго повернувся до збірної, після того як був названий як один з трьох «дорослих» гравців олімпійської збірної США на Олімпіаді в Пекіні у 2008 році і був у статусі капітана збірної США, яка дійшла до чвертьфіналу турніру.

## Коучинг
Макбрайд створив власну футбольну Академію (Brian McBride Soccer Academy), яка базується у місті Лейк-Цюрих, штат Іллінойс.

## Статистика
| Клуб      | Клуб               | Клуб                | Чемпіонат | Чемпіонат | Кубок           | Кубок           | Кубок ліги | Кубок ліги | Міжнародні       | Міжнародні       | Всього | Всього |
| Сезон     | Клуб               | Ліга                | Ігор      | Голів     | Ігор            | Голів           | Ігор       | Голів      | Ігор             | Голів            | Ігор   | Голів  |
| Німеччина | Німеччина          | Німеччина           | Чемпіонат | Чемпіонат | Кубок Німеччини | Кубок Німеччини | Інше       | Інше       | Європа           | Європа           | Всього | Всього |
| --------- | ------------------ | ------------------- | --------- | --------- | --------------- | --------------- | ---------- | ---------- | ---------------- | ---------------- | ------ | ------ |
| 1994–95   | «Вольфсбург»       | Друга Бундесліга    | 18        | 2         | 0               | 0               | 0          | 0          | 0                | 0                | 18     | 2      |
| США       | США                | США                 | Чемпіонат | Чемпіонат | Відкритий кубок | Відкритий кубок | Кубок ліги | Кубок ліги | Північна Америка | Північна Америка | Всього | Всього |
| 1996      | «Коламбус Крю»     | Major League Soccer | 28        | 17        | 0               | 0               | 3          | 2          | 0                | 0                | 31     | 19     |
| 1997      | «Коламбус Крю»     | Major League Soccer | 13        | 6         | 0               | 0               | 4          | 1          | 0                | 0                | 17     | 7      |
| 1998      | «Коламбус Крю»     | Major League Soccer | 24        | 10        | 3               | 2               | 5          | 4          | 0                | 0                | 32     | 16     |
| 1999      | «Коламбус Крю»     | Major League Soccer | 25        | 5         | 2               | 2               | 5          | 0          | 0                | 0                | 32     | 7      |
| 2000      | «Коламбус Крю»     | Major League Soccer | 18        | 6         | 1               | 0               | 0          | 0          | 0                | 0                | 19     | 6      |
| Англія    | Англія             | Англія              | Чемпіонат | Чемпіонат | Кубок Англії    | Кубок Англії    | Кубок ліги | Кубок ліги | Європа           | Європа           | Всього | Всього |
| 2000–01   | «Престон Норт-Енд» | Перший дивізіон     | 9         | 1         | 0               | 0               | 0          | 0          | 0                | 0                | 9      | 1      |
| США       | США                | США                 | Чемпіонат | Чемпіонат | Відкритий кубок | Відкритий кубок | Кубок ліги | Кубок ліги | Північна Америка | Північна Америка | Всього | Всього |
| 2001      | «Коламбус Крю»     | Major League Soccer | 15        | 1         | 2               | 0               | 0          | 0          | 0                | 0                | 17     | 1      |
| 2002      | «Коламбус Крю»     | Major League Soccer | 14        | 5         | 4               | 2               | 5          | 2          | 0                | 0                | 23     | 9      |
| Англія    | Англія             | Англія              | Чемпіонат | Чемпіонат | Кубок Англії    | Кубок Англії    | Кубок ліги | Кубок ліги | Європа           | Європа           | Всього | Всього |
| 2002–03   | «Евертон»          | Прем'єр-ліга        | 8         | 4         | 0               | 0               | 0          | 0          | 0                | 0                | 8      | 4      |
| США       | США                | США                 | Чемпіонат | Чемпіонат | Відкритий кубок | Відкритий кубок | Кубок ліги | Кубок ліги | Північна Америка | Північна Америка | Всього | Всього |
| 2003      | «Коламбус Крю»     | Major League Soccer | 24        | 12        | 0               | 0               | 0          | 0          | 0                | 0                | 24     | 12     |
| Англія    | Англія             | Англія              | Чемпіонат | Чемпіонат | Кубок Англії    | Кубок Англії    | Кубок ліги | Кубок ліги | Європа           | Європа           | Всього | Всього |
| 2003–04   | «Фулгем»           | Прем'єр-ліга        | 16        | 4         | 3               | 1               | 0          | 0          | 0                | 0                | 19     | 5      |
| 2004–05   | «Фулгем»           | Прем'єр-ліга        | 31        | 6         | 2               | 0               | 4          | 3          | 0                | 0                | 37     | 9      |
| 2005–06   | «Фулгем»           | Прем'єр-ліга        | 38        | 10        | 0               | 0               | 1          | 1          | 0                | 0                | 39     | 11     |
| 2006–07   | «Фулгем»           | Прем'єр-ліга        | 38        | 9         | 4               | 3               | 0          | 0          | 0                | 0                | 42     | 12     |
| 2007–08   | «Фулгем»           | Прем'єр-ліга        | 17        | 4         | 0               | 0               | 0          | 0          | 0                | 0                | 17     | 4      |
| США       | США                | США                 | Чемпіонат | Чемпіонат | Відкритий кубок | Відкритий кубок | Кубок ліги | Кубок ліги | Північна Америка | Північна Америка | Всього | Всього |
| 2008      | «Чикаго Файр»      | Major League Soccer | 11        | 5         | 0               | 0               | 3          | 1          | 0                | 0                | 14     | 6      |
| 2009      | «Чикаго Файр»      | Major League Soccer | 22        | 7         | 0               | 0               | 3          | 0          | 0                | 0                | 25     | 7      |
| 2010      | «Чикаго Файр»      | Major League Soccer | 26        | 6         | 1               | 0               | 0          | 0          | 0                | 0                | 27     | 6      |
| Всього    | Німеччина          | Німеччина           | 18        | 2         | 0               | 0               | 0          | 0          | 0                | 0                | 18     | 2      |
| Всього    | США                | США                 | 220       | 80        | 13              | 6               | 28         | 10         | 0                | 0                | 261    | 96     |
| Всього    | Англія             | Англія              | 157       | 38        | 9               | 4               | 5          | 4          | 0                | 0                | 171    | 41     |
| Загалом   | Загалом            | Загалом             | 395       | 120       | 22              | 10              | 33         | 14         | 0                | 0                | 450    | 144    |

### Голи за збірну
| #  | Дата              | Місце                    | Суперник          | Рахунок | Результат  | Турнір                      |
| -- | ----------------- | ------------------------ | ----------------- | ------- | ---------- | --------------------------- |
| 1  | 3 листопада 1996  | Вашингтон                | Гватемала         | 2–0     | 2–0        | Кваліфікація до ЧС-1998     |
| 2  | 14 грудня 1996    | Пало-Альто               | Коста-Рика        | 1–0     | 2–1        | Кваліфікація до ЧС-1998     |
| 3  | 16 листопада 1997 | Фоксборо                 | Сальвадор         | 1–0     | 4–2        | Кваліфікація до ЧС-1998     |
| 4  | 16 листопада 1997 | Фоксборо                 | Сальвадор         | 2–0     | 4–2        | Кваліфікація до ЧС-1998     |
| 5  | 22 квітня 1998    | Відень, Австрія          | Австрія           | 2–0     | 3–0        | Товариський матч            |
| 6  | 21 червня 1998    | Ліон, Франція            | Іран              | 1–2     | 1–2        | ЧС-1998                     |
| 7  | 11 березня 1999   | Лос-Анджелес             | Гватемала         | 2–0     | 3–1        | 1999 U.S. Cup               |
| 8  | 24 липня 1999     | Гвадалахара, Мексика     | Нова Зеландія     | 1–0     | 2–1        | Кубок конфедерацій 1999     |
| 9  | 3 серпня 1999     | Guadalajara, Mexico      | Саудівська Аравія | 2–0     | 2–0        | Кубок конфедерацій 1999     |
| 10 | 19 лютого 2000    | Маямі                    | Колумбія          | 1–0     | 2–2(1-2PK) | Золотий кубок КОНКАКАФ 2000 |
| 11 | 11 червня 2000    | Східний Рутерфорд        | Мексика           | 1–0     | 3–0        | 2000 U.S. Cup               |
| 12 | 16 серпня 2000    | Фоксборо                 | Барбадос          | 2–0     | 7–0        | Кваліфікація до ЧС-2002     |
| 13 | 3 вересня 2000    | Східний Рутерфорд        | Гватемала         | 1–0     | 1–0        | Кваліфікація до ЧС-2002     |
| 14 | 27 січня 2001     | Окленд                   | КНР               | 1–0     | 2–1        | Товариський матч            |
| 15 | 21 січня 2002     | Пасадена                 | Куба              | 1–0     | 1–0        | Золотий кубок КОНКАКАФ 2002 |
| 16 | 27 січня 2002     | Пасадена                 | Сальвадор         | 1–0     | 4–0        | Золотий кубок КОНКАКАФ 2002 |
| 17 | 27 січня 2002     | Пасадена                 | Сальвадор         | 2–0     | 4–0        | Золотий кубок КОНКАКАФ 2002 |
| 18 | 27 січня 2002     | Пасадена                 | Сальвадор         | 3–0     | 4–0        | Золотий кубок КОНКАКАФ 2002 |
| 19 | 5 червня 2002     | Сувон, Південна Корея    | Португалія        | 3–0     | 3–2        | ЧС-2002                     |
| 20 | 17 червня 2002    | Чонджу, Південна Корея   | Мексика           | 1–0     | 2–0        | ЧС-2002                     |
| 21 | 12 червня 2003    | Фоксборо                 | Сальвадор         | 2–0     | 2–0        | Золотий кубок КОНКАКАФ 2003 |
| 22 | 14 червня 2003    | Фоксборо                 | Мартиніка         | 1–0     | 2–0        | Золотий кубок КОНКАКАФ 2003 |
| 23 | 14 червня 2003    | Фоксборо                 | Мартиніка         | 2–0     | 2–0        | Золотий кубок КОНКАКАФ 2003 |
| 24 | 14 червня 2003    | Фоксборо                 | Гондурас          | 1–0     | 4–0        | Товариський матч            |
| 25 | 14 червня 2003    | Фоксборо                 | Гондурас          | 2–0     | 4–0        | Товариський матч            |
| 26 | 9 жовтня 2004     | Сан-Сальвадор, Сальвадор | Сальвадор         | 1–0     | 2–0        | Кваліфікація до ЧС-2006     |
| 27 | 4 червня 2005     | Солт-Лейк-Сіті           | Коста-Рика        | 3–0     | 3–0        | Кваліфікація до ЧС-2006     |
| 28 | 8 липня 2005      | Панама-Сіті, Панама      | Панама            | 3–0     | 3–0        | Кваліфікація до ЧС-2006     |
| 29 | 17 серпня 2005    | Чикаго                   | Тринідад і Тобаго | 1–0     | 1–0        | Кваліфікація до ЧС-2006     |
| 30 | 28 травня 2006    | Іст-Гарфорд              | Латвія            | 1–0     | 1–0        | Товариський матч            |

## Досягнення

### Командні
США
- Переможець Золотого кубка КОНКАКАФ: 2002
- Срібний призер Золотого кубка КОНКАКАФ: 1998
- Бронзовий призер Золотого кубка КОНКАКАФ: 2003

Коламбус Крю
- Відкритий Кубок США: 2002

Фулгем
- Гравець року у клубі: 2005 2006,

### Індивідуальні
- Найцінніший гравець Золотого кубка КОНКАКАФ: 2002
- Золотий бутс Золотого кубка КОНКАКАФ: 2002
- MLS All-Time Best XI: 2005
- Чикаго Файр Team MVP: 2009
- Чикаго Файр Team Golden Boot: 2009
- MLS Fair Play Award: 2003
- Найкращий гол року в MLS: 1998
- Американська футбола Зала слави: 2014